# Ithacius
Ithacius von Ossonoba war Bischof von Ossonoba (Faro, Portugal).
Ithacius hatte im Oktober 380 auf der Synode der spanischen und aquitanischen Bischöfe in Caesaraugusta (Saragossa, Spanien) die asketische Lehre von Bischof Priscillian verurteilen lassen.
Er gewann in Gallien Kaiser Gratian für sich. Nach der Ermordung seines Gönners Gratian und der Thronbesteigung von Magnus Maximus 383 floh Ithacius nach Augusta Treverorum (heute Trier). Als Folge seiner Darstellung der Situation wurde 384 in Bordeaux eine weitere Synode abgehalten. Zu besonderer Bedeutung gelange Ithacius durch seine Rolle als Ankläger des Bischofs Priscillian von Avila auf der Synode von Trier im Jahr 385.
Als Anklagepunkte führte er sexuelle Ausschweifungen und Zauberei an. Da Letzteres als Kapitalverbrechen galt, nahm er den Tod Priscillians und seiner Anhänger bewusst in Kauf. Eher als die angeführten Anklagepunkte wird die streng asketische Lebensweise der Priscillianer auf den eher dekadent lebenden Bischof Ithacius bedrohlich gewirkt haben. Die Zahl der Anhängerschaft Priscillians breitete sich rasch in Spanien und auch bis nach Aquitanien aus, so dass sich die spanischen Bischöfe, wie auch der reich begüterte gallische Episkopat zum Einschreiten gezwungen sahen.
Ithacius’ Bemühungen um eine Verurteilung durch den neuen weströmischen Kaiser Magnus Maximus führten mit zur Hinrichtung Priscillians und mehrerer seiner Anhänger.
Als Folge seiner Handlungen wurde Ithacius einige Jahre später exkommuniziert und musste in die Verbannung gehen.